# Mirab Gojjam
Mirab Gojjam är en zon i Etiopien.   Den ligger i regionen Amhara, i den centrala delen av landet, 290 km nordväst om huvudstaden Addis Abeba.